# LIFE375
『LIFE375』（ライフみなこ）は2009年11月11日に発表された川江美奈子のアルバムである。

## 解説
一青窈、平原綾香、今井美樹など多数の歌手から楽曲提供の依頼が続く川江がその魅力を自身に注ぎ込んだ一作であり、川江自身「最高傑作をお届けします」と自身のブログで語っている。タイトルの『LIFE375』は、37歳、デビュー5年目という意味を込め、名前の「みなこ」にかけている。「37歳だけど、20歳のような気持ち、あすこの世を去ることになったら…という気持ち、さまざまなLIFEを描いた」と語っている。

## 収録曲
1. 春待月夜
2. Rainy story
3. 孤高の君へ
4. ピアノ
5. 真実
6. いつも通り
7. 旋律
8. 三年目
9. I love you
10. プレゼント
11. LIFE

作詞・作曲・歌　川江美奈子

編曲　河野圭（1,2,10）／藤井理央（3,8）／武部聡志（4,5,6,7,9,11）